# Igła do cerowania
Igła do cerowania (duń. Stoppenaalen, współ. duń. Stoppenålen) – baśń literacka autorstwa Hansa Christiana Andersena, wydana po raz pierwszy w 1845 roku.

## Publikacja
Baśń literacka pt. Igła do cerowania, napisana przez Hansa Christiana Andersena, została po raz pierwszy opublikowana w Kopenhadze przez P. L. Møllera na łamach „Gæa, æsthetisk Aarbog” w grudniu 1845 roku. Utwór wznowiono 6 kwietnia 1847 w antologii Nowe Bajki. Tom Drugi. Kolekcja Pierwsza. 1847 (duń. Nye Eventyr. Andet Bind. Første Samling. 1847), 18 grudnia 1849 w zbiorze Baśnie. 1850 (duń.  Eventyr. 1850) oraz 30 marca 1863 w wyborze Bajki i opowieści. Tom drugi. 1863 (duń. Eventyr og Historier. Andet Bind. 1863). Igła do cerowania została zilustrowana przez rysownika Vilhelma Pedersena.

## Polskie przekłady
Baśń została przetłumaczona na język polski:
- 1865 – Historia zarozumiałości pewnej grubej igły: tłum. Felicjan Faleński, „Noworoczny kalendarz ilustrowany dla Polek”, Warszawa
- 1905 – Igła do cerowania: anonimowe tłumaczenie, wydane we Lwowie
- 1905 – Igła do cerowania: Wanda Młodnicka (tłum.): Wybór bajek Andersena. Lwów. Brak numerów stron w książce
- 1924 – Igła do cerowania, w tłum. Janiny Colonna-Walewskiej, Baśnie Andersena dla dzieci, Warszawa
- 1931 – Igła do cerowania: Stefania Beylin (tłum.): Baśnie. Warszawa. Brak numerów stron w książce
- 1938 – Igła do cerowania: Marceli Tarnowski (tłum.): Bajki. Warszawa. Brak numerów stron w książce
- 2006 – Igła do cerowania: Bogusława Sochańska (tłum.): Baśnie i opowieści. Tom I 1830–1850. Poznań. s. 399–401. ISBN 978-83-7278-194-9. (z oryginału duńskiego)

## Fabuła
Igła do cerowania uważa się za wyjątkową i wyobraża sobie, że jest igłą do szycia. Ostrzega palce, by jej nie upuściły, bo jest zbyt cienka, by ją potem odnaleźć. Palce nie przejmują się jej słowami i chwytają ją w pół. Igła dumnie pokazuje swoją nitkę i uważa ją za własny okazały orszak. Palce używają igły do zszycia pantofli. Igła narzeka, że to zbyt pospolita praca i twierdzi, że się łamie. Faktycznie pęka i oznajmia, że jest zbyt delikatna. Palce uznają ją za bezużyteczną, ale kucharka wpina ją w szal jako broszkę. Igła czuje się dumna i jest przekonana, że osiągnęła zaszczyt. Śmieje się, siedząc w szalu jak w karecie. Szpilka obok pyta, czy jest ze złota, co jeszcze bardziej ją uszczęśliwia.
Igła prostuje się z dumą, ale wypada z szala do zlewu. Wpada w pomyje i mimo wszystko zachowuje dobre samopoczucie. Obserwuje patyczki, źdźbła słomy i kawałki gazety, uważając się za lepszą od nich. Twierdzi, że ma poczucie swojej wartości i nie zamierza się zmieniać. Spotyka odłamany kawałek butelki i myśli, że to brylant. Rozmawiają ze sobą i uważają się za coś cennego. Igła opowiada o swoim dawnym życiu i o zadufanych palcach kucharki. Krytykuje ich próżność i cieszy się, że już do nich nie należy. Gdy przypływa fala, kawałek szkła zostaje porwany, a cerówka zostaje na miejscu. Uznaje, że to zasługa jej delikatności i samozaparcia. Marzy, że może jest zrodzona z promienia słońca i nikt jej nie odnajdzie. Dwóch chłopców grzebie w rynsztoku i jeden z nich kłuje się igłą. Chłopcy nie słyszą jej słów, a igła czernieje, co uznaje za elegancję. Zostaje wsadzona w skorupkę jajka, po której przejeżdża wóz, ale igła mimo wszystko nie pęka i leży dalej w rynsztoku.

## Galeria

Ilustracje baśni Igła do cerowania
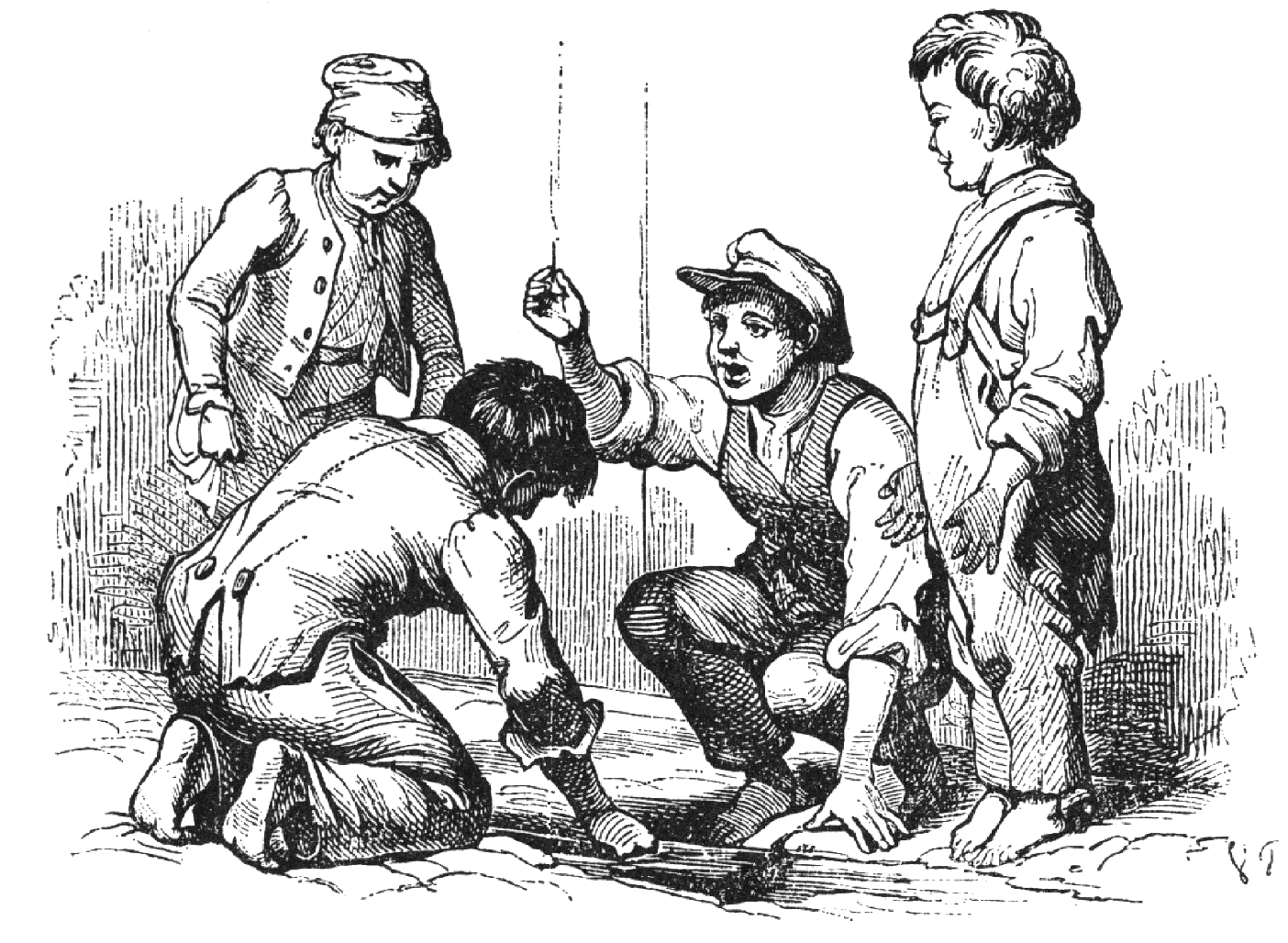
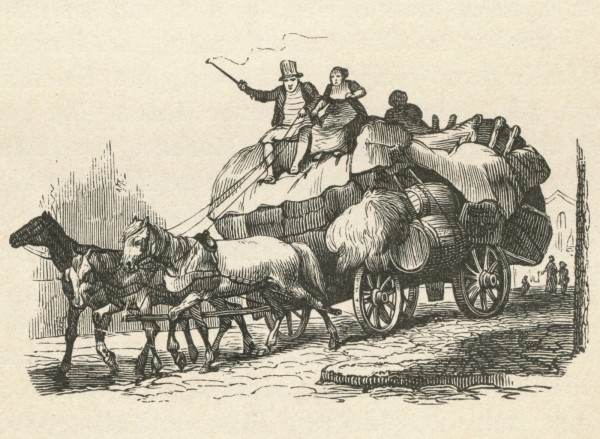